# Teatre del Cercle Catòlic de Gràcia
El Teatre del Cercle Catòlic de Gràcia és una sala teatral de l'entitat Cercle Catòlic de Gràcia, situada en el mateix edifici, carrer de Santa Magdalena núm. 12, al districte de Gràcia, (Barcelona).
- Cercle Catòlic de Gràcia